# Pazarçayırı, Kartepe
Pazarçayırı là một xã thuộc huyện Kartepe, tỉnh Kocaeli, Thổ Nhĩ Kỳ. Dân số thời điểm năm 2010 là 129 người.